# Monestir de Sant Antoní
El monestir de Sant Antoní fou un establiment religiós d'Aquitània, al límit amb el Llenguadoc, a la vora del territori del comtat de Roergue. És esmentat al catàleg elaborat a la dieta d'Aquisgrà (817). Només fou un monestir i mai va tenir títol d'abadia.